# An-Nafir al-Othmani
An-Nafir al-Othmani (arabisch النفير العثماني, DMG an-Nafīr al-ʿUṯmānī; deutsch Der osmanische Fleuron oder von nafīr) war die erste unabhängige Zeitung in Palästina.
Die Zeitung erschien ab 1904 in Jerusalem, das sich damals im Osmanischen Reich befand, ihr Herausgeber war Ibrahim Zaka. Als erste Zeitung des Landes war sie unabhängig von staatlichen Institutionen und ergänzte damit das Informationsangebot der seit 1876 bestehenden amtlichen Zeitung al-Quds asch-Scharif, die in Arabisch und Osmanisch gedruckt wurde. Der Historiker Nathan Weinstock nennt an-Nafir als eines der sieben wichtigsten Presseorgane Palästinas in der Zeit von 1876 bis 1913. Am 24. Oktober 1911 äußerte sie sich lobend über die Organisation al-Muntada al-Adabi für „nationale Hingabe und Patriotismus“ für die osmanische Nation.